# EchoStar V
O EchoStar V (também conhecido por Ciel 1, anteriormente denominado de MCI 1 e Sky 1A) foi um satélite de comunicação geoestacionário estadunidense que foi construído pela Space Systems/Loral. Ele esteve localizado na posição orbital de 148 graus de longitude oeste e foi operado inicialmente pela EchoStar e posteriormente pela Ciel Satellite Group. O satélite foi baseado na plataforma LS-1300 e sua expectativa de vida útil era de 12 anos. O mesmo ficou fora de serviço em julho de 2009, e foi movido para a órbita cemitério.

## História
O EchoStar V foi originalmente encomendado pela MCI como Sky 1A (ou MCI 1). 
Em julho de 2001, o EchoStar V perdeu um dos seus três volantes de inércia. Ficou sendo utilizados dois volantes de inércia durante as operações normais e uma roda sobressalente foi trocada. Foi detectada uma anomalia em uma segunda roda de impulso em dezembro de 2003, e foi mudado para fora, resultando em um modo de operação modificado na utilização dos propulsores do satélite para manter o mesmo apontado para a Terra. Embora este modo de operação proporcionasse um desempenho adequado, acabou resultando em um aumento no consumo de combustível e uma redução correspondente de sua vida útil que era estimada em 12 anos. Em agosto de 2001, um dos propulsores do EchoStar V apresentou um evento anômalo que acabou resultando em uma interrupção temporária do serviço. O satélite foi rapidamente restaurado para o modo de operação normal. O mesmo era equipado com propulsores de backup.
Em março de 2005, o satélite foi arrendado para a Ciel Satellite Group do Canadá e mudou-se para 129 graus de longitude oeste. Onde permaneceu em serviço até julho de 2009, quando foi movido para a órbita cemitério.

## Lançamento
O satélite foi lançado com sucesso ao espaço no dia 23 de setembro de 1999, às 06:02 UTC, por meio de um veiculo Atlas-2AS lançado a partir da Estação da Força Aérea de Cabo Canaveral, na Flórida, EUA. Ele tinha uma massa de lançamento de 3.602 kg.

## Capacidade e cobertura
O EchoStar V era equipado com 32 transponders em banda Ku para fornecer serviços via satélite que abrangia o território continental dos EUA, Havaí, Alasca e Porto Rico.